# اورماس لاهت
اورماس لاهت (استونیایی: Urmas Laht؛ زادهٔ ۷ ژوئیهٔ ۱۹۵۵) سیاستمدار و نماینده سابق مجلس اهل استونی است.